# Alan Hale (attore)
Alan Hale, pseudonimo di Rufus Edward Mackahan (Washington, 10 febbraio 1892 – Hollywood, 22 gennaio 1950), è stato un attore e regista statunitense.
Nella sua carriera interpretò ben 235 film, mentre, da regista, diresse 8 pellicole.

## Biografia
Alan Hale è ricordato soprattutto come caratterista, particolarmente per i suoi ruoli alla Warner Bros. a fianco di Errol Flynn. Fu sposato per oltre trent'anni con Gretchen Hartman, attrice del cinema muto e madre dei loro tre figli, tra cui Alan Hale Jr., meglio conosciuto dal pubblico per il ruolo di Jonas "Skipper" Grumby nella serie televisiva L'isola di Gilligan.
Il suo primo ruolo cinematografico fu nel 1911 in The Cowboy and the Lady, un cortometraggio western andato perduto. Tra i suoi film, si ricordano Casa di bambola (1922) con Alla Nazimova, Nebbia a San Francisco (1934), Amore tzigano (1934) con Katharine Hepburn, Accadde una notte (1934) con Clark Gable e Claudette Colbert, Amore sublime (1937) con Barbara Stanwyck, Strada maestra (1940) con Humphrey Bogart. Tra i film con Errol Flynn vanno menzionati Il principe e il povero (1937), Lo sparviero del mare (1940) e Le avventure di Don Giovanni (1948).
Interpretò il ruolo di Little John nel Robin Hood del 1922 a fianco di Douglas Fairbanks e Wallace Beery, un personaggio che riprese 16 anni dopo in La leggenda di Robin Hood (1938) con Errol Flynn e Basil Rathbone, e poi ancora nel 1950 in Viva Robin Hood a fianco di John Derek, in quello che sarà il suo ultimo film. Alan Hale Sr. morì infatti a Hollywood il 22 gennaio 1950 per un'infezione virale. Venne sepolto al Forest Lawn Memorial Park Cemetery a Glendale, California.

## Galleria d'immagini

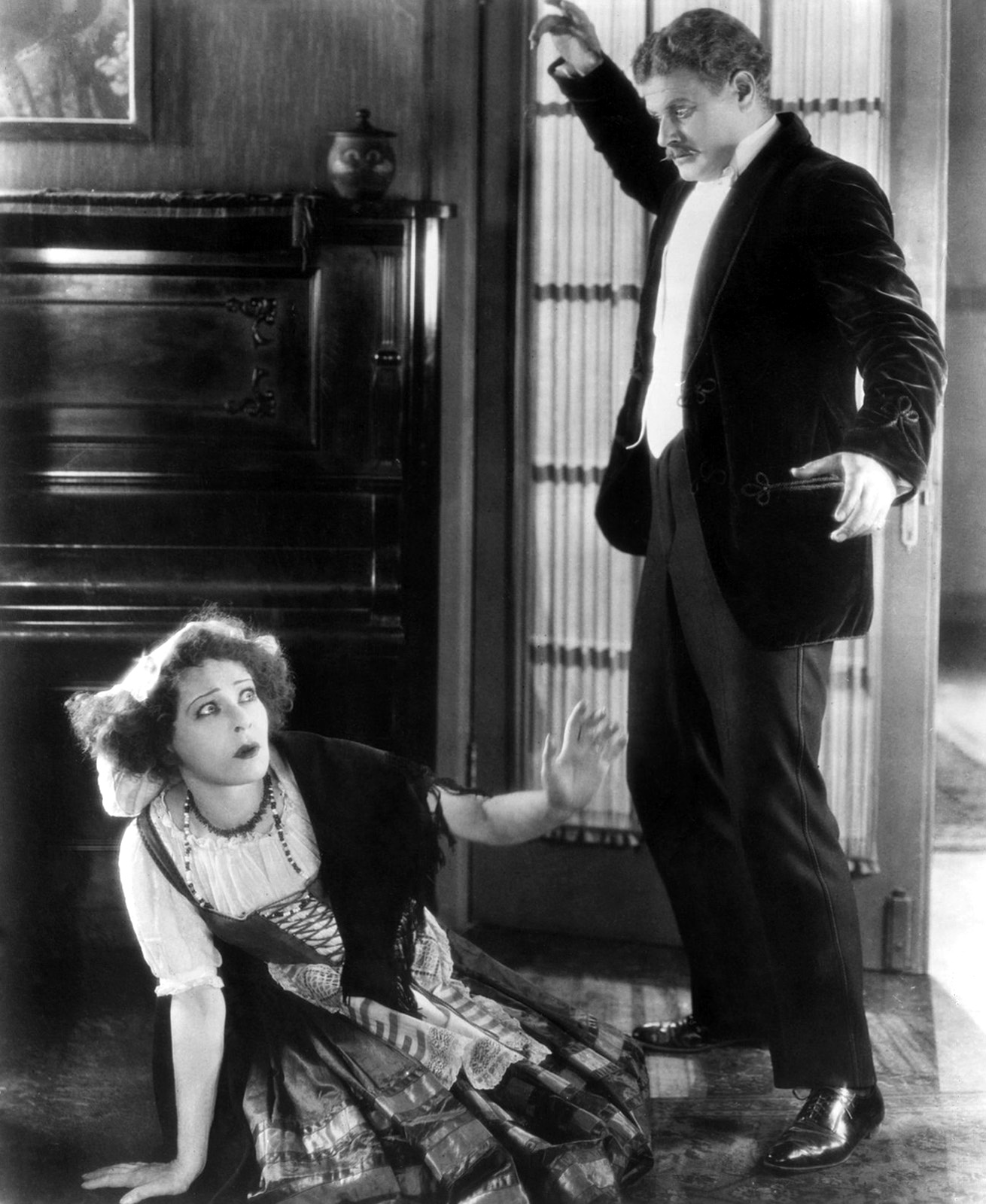
Con Alla Nazimova in Casa di bambola (1922)
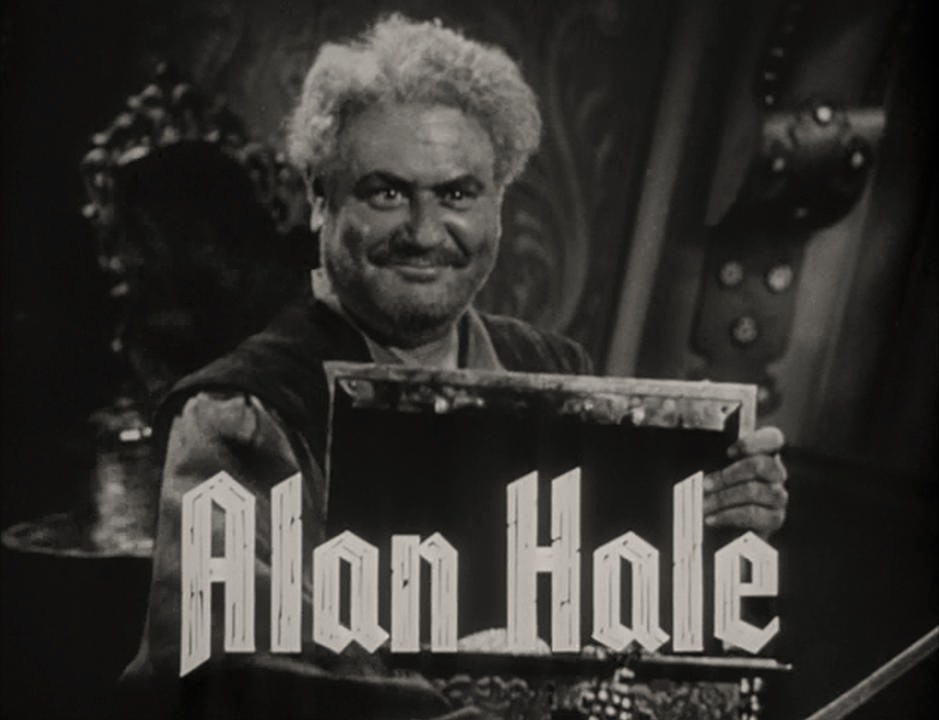
The Sea Hawk (1940)
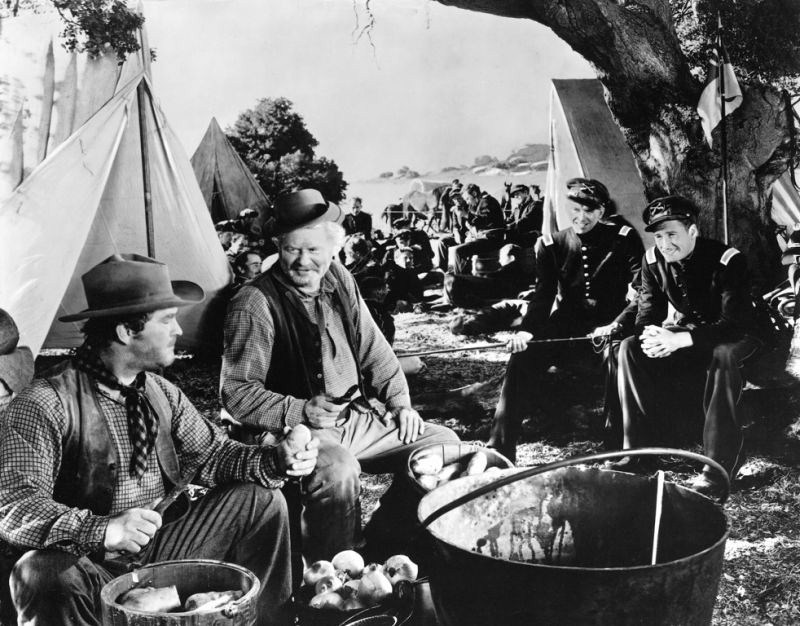
Guinn 'Big Boy' Williams, Alan Hale, Ronald Reagan & Errol Flynn in Santa Fe Trail (1940)

## Filmografia

### Attore
- The Cowboy and the Lady – cortometraggio (1911)
- The Drummer – cortometraggio (1912)
- Once Was Enough (1912)
- The Eternal Sacrifice (1913)
- Hearth Lights (1913)
- The Master Cracksman, regia di Oscar Apfel (1913)
- The Madcap of the Hills (1913)
- His Uncle's Heir, regia di Edgar Lewis (1913)
- The House of Pretense (1913)
- Dick's Turning, regia di Lawrence B. McGill (1913)
- The Wager, regia di Lawrence B. McGill (1913)
- A Hospital Romance (1913)
- Maria Roma, regia di Lawrence B. McGill (1913)
- The Silly Sex (1913)
- Kentucky Foes (1913)
- Runa Plays Cupid (1913)
- The Smuggler's Sister, regia di Edgar Lewis (1913)
- The Glow Worm (1913)
- The Stolen Woman (1913)
- His Inspiration, regia di Christy Cabanne – cortometraggio (1913)
- By Man's Law, regia di Christy Cabanne – cortometraggio (1913)
- The Capturing of David Dunne – cortometraggio (1913)
- Strongheart, regia di James Kirkwood – cortometraggio (1914)
- A Daring Getaway, regia di Anthony O'Sullivan (1914)
- The Opal's Curse, regia di Anthony O'Sullivan (1914)
- By the Old Dead Tree, regia di J. Farrell MacDonald (1914)
- The Ragamuffin, regia di Anthony O'Sullivan (1914)
- Woman Against Woman, regia di Paul Powell – cortometraggio (1914)
- Jane Eyre, regia di Martin Faust (1914)
- The Little Widow, regia di Anthony O'Sullivan (1914)
- The Man Who Paid, regia di Anthony O'Sullivan (1914)
- Men and Women, regia di James Kirkwood – cortometraggio (1914)
- The Cricket on the Hearth – cortometraggio (1914)
- The Ring and the Book (1914)
- Who's Looney Now? – cortometraggio (1914)
- The Power of the Press (1914)
- Gwendolin, regia di Travers Vale (1914)
- Martin Chuzzlewit, regia di Travers Vale e Oscar Apfel (1914)
- The Woman in Black, regia di Lawrence Marston (1914)
- Masks and Faces, regia di Lawrence Marston (1914)
- Life's Stream – cortometraggio (1914)
- Ernest Maltravers, regia di Travers Vale (1914)
- The Closing Web (1914)
- A Scrap of Paper, regia di Travers Vale (1914)
- On the Heights (1914)
- Money (1915)
- File No. 113 (1915)
- Three Hats, regia di Travers Vale (1915)
- His Romany Wife (1915)
- Aurora Floyd, regia di Travers Vale (1915)
- After the Storm, regia di Travers Vale (1915)
- The Americano, regia di Travers Vale (1915)
- The Quicksands of Society (1915)
- Adam Bede, regia di Travers Vale (1915)
- Captain Fracasse (1915)
- The Wives of Men, regia di J. Farrell MacDonald (1915)
- The Smuggler's Ward, regia di J. Farrell MacDonald (1915)
- A Daughter of Earth, regia di J. Farrell MacDonald – cortometraggio (1915)
- Under Two Flags, regia di Travers Vale – cortometraggio (1915)
- His Singular Lesson, regia di Walter V. Coyle (1915)
- Jane Eyre, regia di Travers Vale (1915)
- Frederick Holmes' Ward, regia di Walter V. Coyle (1915)
- Mrs. Randolph's New Secretary, regia di Walter V. Coyle (1915)
- East Lynne, regia di Travers Vale – cortometraggio (1915)
- Among Those Killed (1915)
- A Lasting Lesson (1915)
- Heart Trouble (1915)
- The Girl Who Didn't Forget, regia di Walter V. Coyle (1915)
- Winning the Widow, regia di Walter V. Coyle (as Walter Coyle) (1915)
- Bob's Love Affairs (1915)
- The Inevitable, regia di Walter V. Coyle (1915)
- Bad Money (1915)
- Dora Thorne, regia di Lawrence Marston (1915)
- The Passing Storm, regia di Alan Hale (1915)
- Love's Enduring Flame (1915)
- The Man from Town (1915)
- His Emergency Wife (1915)
- Cupid Entangled, regia di Walter V. Coyle (come Walter Coyle) (1915)
- The Lone Cowboy, regia di Raoul Walsh (1915)
- Pudd'nhead Wilson, regia di Frank Reicher (1916)
- Madelaine Morel (1916)
- Sold Out, regia di Howell Hansel (1916)
- The Purple Lady, regia di George A. Lessey (George Lessey) (1916)
- The Woman in the Case, regia di Hugh Ford (1916)
- The Beast, regia di Richard Stanton (1916)
- Rolling Stones, regia di Dell Henderson (1916)
- The Scarlet Oath, regia di Frank Powell e Travers Vale (1916)
- The Love Thief, regia di Richard Stanton (1916)
- L'americano (The Americano), regia di John Emerson (1916)
- The Price She Paid, regia di Charles Giblyn (1917)
- One Hour, regia di Edwin L. Hollywood, Paul McAllister (1917)
- Life's Whirlpool, regia di Lionel Barrymore (1917)
- Eterna tentatrice (The Eternal Temptress), regia di Émile Chautard (1917)
- Suicidio morale (Moral Suicide), regia di Ivan Abramson (1918)
- Fiore del Canadà (The Barbarian), regia di Donald Crisp (1920)[1].
- I 4 cavalieri dell'Apocalisse (The Four Horsemen of the Apocalypse), regia di Rex Ingram (1921)
- A Voice in the Dark, regia di Frank Lloyd (1921)
- A Wise Fool, regia di George Melford (1921)
- Over the Wire, regia di Wesley Ruggles (1921)
- The Fox, regia di Robert Thornby (1921)
- The Great Impersonation, regia di George Melford (1921)
- One Glorious Day, regia di James Cruze (1922)
- Casa di bambola (A Doll's House), regia di Charles Bryant (1922)
- Primavera nordica (The Trap), regia di Robert Thornby (1922)
- The Dictator, regia di James Cruze (1922)
- Robin Hood, regia di Allan Dwan (1922)
- Shirley of the Circus (1922)
- Quicksands, regia di Jack Conway (1923)
- I pionieri (The Covered Wagon), regia di James Cruze (1923)
- Main Street, regia di Harry Beaumont (1923)
- Hollywood, regia di James Cruze (1923)
- The Eleventh Hour, regia di Bernard J. Durning (1923)
- Ladro d'amore (Cameo Kirby), regia di John Ford (1923)
- Long Live the King, regia di Victor Schertzinger (1923)
- Black Oxen, regia di Frank Lloyd (1923)
- The Cricket (1923)
- Code of the Wilderness, regia di David Smith (1924)
- Girls Men Forget, regia di Maurice Campbell e Wilfred Lucas (1924)
- One Night in Rome, regia di Clarence G. Badger (1924)
- For Another Woman, regia di David Kirkland (1924)
- Troubles of a Bride, regia di Tom Buckingham (come Thomas Buckingham) (1924)
- Dick Turpin, regia di J.G. Blystone (John G. Blystone) (1925)
- Flattery, regia di Tom Forman (1925)
- The Crimson Runner, regia di Tom Forman (1925)
- Ranger of the Big Pines, regia di William S. Van Dyke (W.S. Van Dyke) (1925)
- Hearts and Fists, regia di Lloyd Ingraham (1926)
- Vanity, regia di Donald Crisp (1927)
- La sposa della tempesta (The Wreck of the Hesperus), regia di Elmer Clifton (1927)
- La donna leopardo (The Leopard Lady), regia di Rupert Julian (1928)
- Grattacieli (Skyscraper), regia di Howard Higgin (1928)
- The Cop, regia di Donald Crisp (1928)
- Oh, Kay!, regia di Mervyn LeRoy (1928)
- Power, regia di Howard Higgin (1928)
- Sal of Singapore, regia di Howard Higgin (1928)
- The Spieler (1928)
- Tutti per uno (The Leatherneck), regia di Howard Higgin (1929)
- Allegri marinai (Sailor's Holiday), regia di Fred Newmeyer (1929)
- The Sap, regia di Archie Mayo (1929)
- Red Hot Rhythm, regia di Leo McCarey (1929)
- She Got What She Wanted (1930)
- Aloha, regia di Albert S. Rogell (1931)
- L'angelo della notte (Night Angel), regia di Edmund Goulding (1931)
- Cortigiana (Susan Lenox (Her Fall and Rise)), regia di Robert Z. Leonard (1931)
- Il fallo di Madelon Claudet (The Sin of Madelon Claudet), regia di Edgar Selwyn (1931)
- The Sea Ghost, regia di William Nigh (1931)
- Il vagabondo e la ballerina (1932)
- So Big!, regia di William A. Wellman (1932)
- Rebecca of Sunnybrook Farm, regia di Alfred Santell (1932)
- The Match King (1932)
- What Price Decency (1933)
- The Eleventh Commandment, regia di George Melford (1933)
- Destination Unknown, regia di Tay Garnett (1933)
- Il bimbo rapito (Miss Fane's Baby Is Stolen), regia di Alexander Hall (1934)
- La pattuglia sperduta (The Lost Patrol), regia di John Ford (1934)
- Accadde una notte (It Happened One Night), regia di Frank Capra (1934)
- Picture Brides, regia di Phil Rosen (1934)
- E adesso pover'uomo? (1934)
- Nebbia a San Francisco (Fog Over Frisco), regia di William Dieterle (1934)
- Schiavo d'amore (Of Human Bondage), regia di John Cromwell (1934)
- The Scarlet Letter, regia di Robert G. Vignola (1934)
- Lo specchio della vita (Imitation of Life), regia di John M. Stahl (1934)
- Il forzato (1934)
- There's Always Tomorrow, regia di Edward Sloman (1934)
- Strettamente confidenziale (Broadway Bill), regia di Frank Capra (1934)
- Babbitt, regia di William Keighley (1934)
- Amore tzigano (1934)
- Grand Old Girl (1935)
- Le vie della fortuna (The Good Fairy), regia di William Wyler (1935)
- I crociati (The Crusades), regia di Cecil B. DeMille (1935)
- Hollywood Extra Girl, regia di Herbert Moulton (1935)
- Gli ultimi giorni di Pompei (The Last Days of Pompeii), regia di Merian C. Cooper e Ernest B. Schoedsack (1935)
- Another Face, regia di Christy Cabanne (1935)
- Two in the Dark, regia di Ben Stoloff (1936)
- Messaggio segreto (A Message to Garcia), regia di George Marshall (1936)
- Confini selvaggi (The Country Beyond), regia di Eugene Forde (1936)
- Parole!, regia di Louis Friedlander (1936)
- Yellowstone, regia di Arthur Lubin (1936)
- Allegri gemelli (Our Relations), regia di Harry Lachman (1936)
- La legge della foresta (God's Country and the Woman), regia di William Keighley (1937)
- Per la sua donna (Jump for Glory), regia di Raoul Walsh (1937)
- Il principe e il povero (The Prince and the Pauper), regia di William Dieterle e William Keighley (1937)
- Sorgenti d'oro (High, Wide and Handsome), regia di Rouben Mamoulian (1937)
- Amore sublime (Stella Dallas), regia di King Vidor (1937)
- Scandalo al Grand Hotel (Thin Ice), regia di Sidney Lanfield (1937)
- Musica per signora (Music for Madame), regia di John G. Blystone (1937)
- Uno scozzese alla corte del Gran Kan (The Adventures of Marco Polo), regia di Archie Mayo (1938)
- Il giuramento dei quattro (Four Men and a Prayer), regia di John Ford (1938)
- La leggenda di Robin Hood, regia di Michael Curtiz e William Keighley (1938)
- Un'americana nella casbah (Algiers), regia di John Cromwell (1938)
- La valle dei giganti (Valley of the Giants), regia di William Keighley (1938)
- Io ti aspetterò (The Sisters), regia di Anatole Litvak (1938)
- Listen, Darling, regia di Edwin L. Marin (1938)
- Tragedia sul Pacifico (Pacific Liner), regia di Lew Landers (1939)
- Gli avventurieri (Dodge City), regia di Michael Curtiz (1939)
- La maschera di ferro (The Man in the Iron Mask), regia di James Whale (1939)
- Dust Be My Destiny, regia di Lewis Seiler (1939)
- Il conte di Essex (The Private Lives of Elizabeth and Essex), regia di Michael Curtiz (1939)
- On Your Toes, regia di Ray Enright (1939)
- I fucilieri delle Argonne (The Fighting 69th), regia di William Keighley (1940)
- Alice in Movieland
- 3 Cheers for the Irish, regia di Lloyd Bacon (1940)
- Carovana d'eroi (Virginia City), regia di Michael Curtiz (1940)
- Lo sparviero del mare (The Sea Hawk), regia di Michael Curtiz (1940)
- Strada maestra (They Drive by Night), regia di Raoul Walsh (1940)
- Tugboat Annie Sails Again, regia di Lewis Seiler (1940)
- I pascoli dell'odio (Santa Fe Trail), regia di Michael Curtiz (1940)
- The Great Mr. Nobody, regia di Ben Stoloff (1941)
- Passi nel buio (Footsteps in the Dark), regia di Lloyd Bacon (1941)
- Thieves Fall Out, regia di Ray Enright (1941)
- Fulminati (Manpower), regia di Raoul Walsh (1941)
- The Smiling Ghost, regia di Lewis Seiler (1941)
- Bionda fragola (The Strawberry Blonde), regia di Raoul Walsh (1941)
- Captains of the Clouds, regia di Michael Curtiz (1942)
- Juke Girl, regia di Curtis Bernhardt (1942)
- L'avventura impossibile (Desperate Journey), regia di Raoul Walsh (1942)
- Il sentiero della gloria (Gentleman Jim), regia di Raoul Walsh (1942)
- Convoglio verso l'ignoto (Action in the North Atlantic), regia di Lloyd Bacon (1943)
- This Is the Army, regia di Michael Curtiz (1943)
- Thank Your Lucky Stars, regia di David Butler (1943)
- Destinazione Tokyo (Destination Tokyo), regia di Delmer Daves (1943)
- Il pilota del Mississippi (The Adventures of Mark Twain), regia di Irving Rapper (1944)
- Make Your Own Bed, regia di Peter Godfrey (1944)
- Janie, regia di Michael Curtiz (1944)
- Ho baciato una stella (Hollywood Canteen), regia di Delmer Daves (1944)
- Roughly Speaking, regia di Michael Curtiz (1945)
- Berlino Hotel (Hotel Berlin), regia di Peter Godfrey (1945)
- Le tigri della Birmania (God Is My Co-Pilot), regia di Robert Florey (1945)
- I fuggitivi delle dune (Escape in the Desert), regia di Edward A. Blatt (1945)
- Vacanze pericolose (Perilous Holiday), regia di Edward H. Griffith (1946)
- Notte e dì (Night and Day), regia di Michael Curtiz (1946)
- L'ora, il luogo e la ragazza (The Time, the Place and the Girl), regia di David Butler (1946)
- Io amo (The Man I Love), regia di Raoul Walsh (1947)
- That Way with Women, regia di Frederick de Cordova (1947)
- Notte senza fine (Pursued), regia di Raoul Walsh (1947)
- Notte di bivacco (Cheyenne), regia di Raoul Walsh (1947)
- My Wild Irish Rose, regia di David Butler (1947)
- My Girl Tisa, regia di Elliott Nugent (1948)
- Le avventure di Don Giovanni (Adventures of Don Juan), regia di Vincent Sherman (1948)
- Gong fatale (Whiplash), regia di Lewis Seiler (1948)
- Il ranch delle tre campane (South of St. Louis), regia di Ray Enright (1949)
- I fratelli di Jess il bandito (The Younger Brothers), regia di Edwin L. Marin (1949)
- The House Across the Street, regia di Richard L. Bare (1949)
- Always Leave Them Laughing, regia di Roy Del Ruth (1949)
- L'ispettore generale (The Inspector General), regia di Henry Koster (1949)
- Stars in My Crown, regia di Jacques Tourneur (1950)
- Colt .45, regia di Edwin L. Marin (1950)
- Viva Robin Hood, regia di Gordon Douglas (1950)

### Regista
- The Passing Storm – cortometraggio (1915)
- The Scarlet Honeymoon (1925)
- The Wedding Song (1925)
- Braveheart (1925)
- Forbidden Waters (1926)
- The Sporting Lover (1926)
- Risky Business (1926)
- Rubber Tires (1927)
- Neighborhood House (1936)

## Doppiatori italiani
- Olinto Cristina in Il fallo di Madelon Claudet, Il principe e il povero, I fucilieri delle Argonne, Fulminati, Bionda fragola, L'avventura impossibile, Le tigri della Birmania, Le avventure di Don Giovanni, L'ispettore generale, Colt .45, Viva Robin Hood
- Gaetano Verna in Messaggio segreto, Uno scozzese alla corte del Gran Kan (ridoppiaggio)
- Loris Gizzi in I pascoli dell'odio, Notte e dì
- Emilio Cigoli in Musica per signora
- Nino Pavese in La leggenda di Robin Hood
- Mario Besesti in La maschera di ferro
- Sandro Ruffini in Il conte di Essex
- Carlo Romano in Destinazione Tokio
- Aldo Silvani in Vacanze pericolose
- Paolo Stoppa in Notte senza fine
- Mario Mastria in Cortigiana (ridoppiaggio)
- Gigi Reder in Allegri gemelli (2º ridoppiaggio)
- Renzo Palmer in Amore sublime (ridoppiaggio)
- Giorgio Lopez in Gli avventurieri (ridoppiaggio)
- Norman Mozzato in Il conte di Essex (ridoppiaggio)
- Romano Malaspina in Convoglio verso l'ignoto (ridoppiaggio)[2]
- Elio Pandolfi in Le avventure di Don Giovanni (ridoppiaggio)